# Cesare d'Este
Cesare d'Este (Ferrara, 8 ottobre 1562 – Modena, 11 dicembre 1628) fu duca di Modena e Reggio dal 1597 fino alla sua morte.

## Biografia

### Infanzia
Era figlio di Alfonso d'Este (un figlio illegittimo che Alfonso I d'Este aveva avuto dalla sua amante Laura Eustochia Dianti) e della prima moglie Giulia Della Rovere (1525-1563), figlia del duca di Urbino Francesco Maria I Della Rovere.

### Ascesa

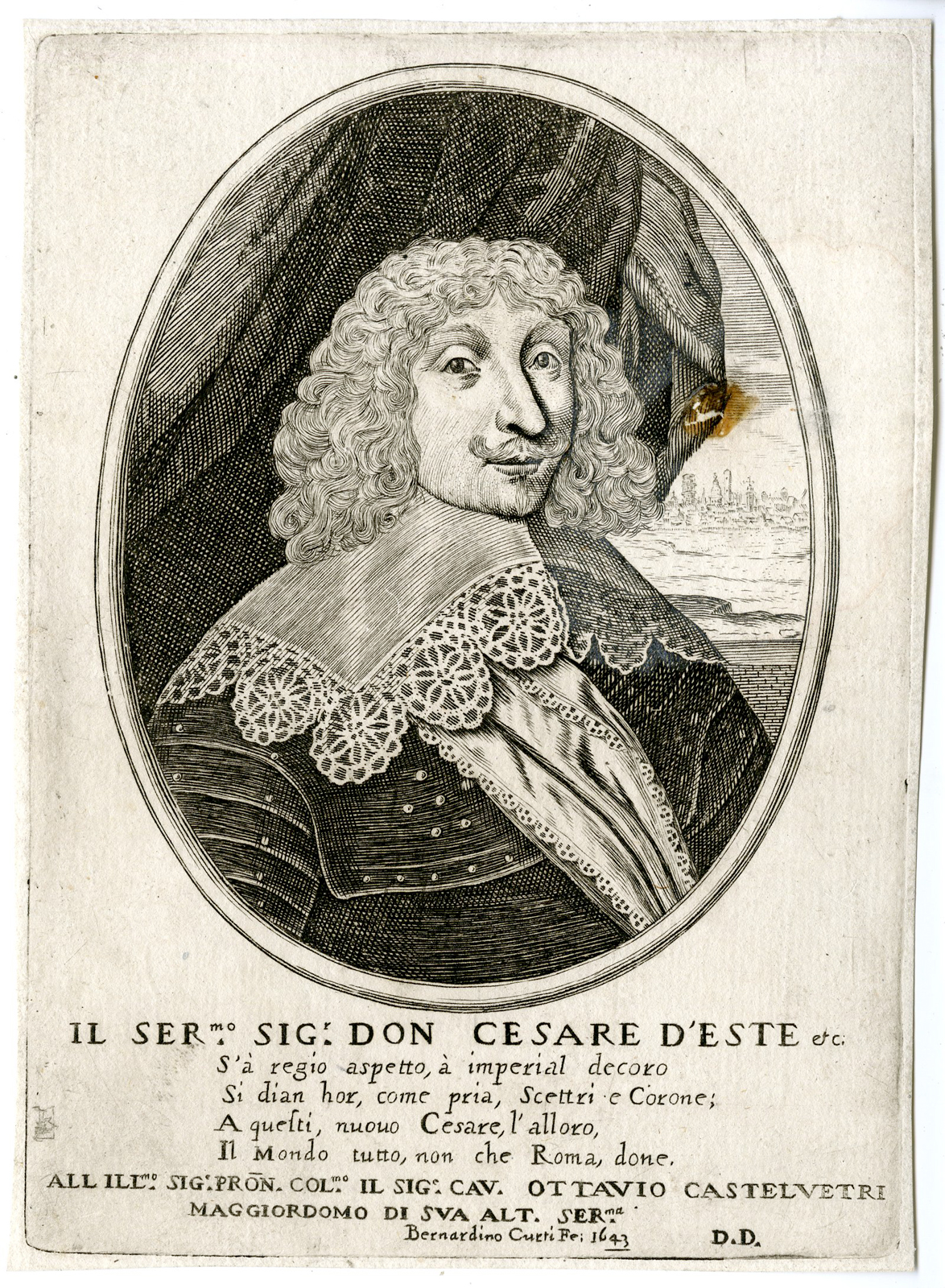
Cesare di Modena in una stampa d'epoca

Il 27 ottobre 1597, alla morte senza eredi del duca Alfonso II d'Este, il Ducato di Ferrara non poté essere trasmesso al cugino Cesare, figlio di Alfonso d'Este, marchese di Montecchio. La legittimità della successione ducale venne riconosciuta dall'imperatore Rodolfo II d'Asburgo solo per Modena e Reggio Emilia, mentre per Ferrara, essendo feudo pontificio, occorreva l'investitura del papa Clemente VIII. La bolla di papa Pio V Prohibitio alienandi et infeudandi civitates et loca Sanctae Romanae Ecclesiae, che era stata emessa già nel 1567, costituì un ostacolo insormontabile. A Cesare non fu concessa tale investitura, appartenendo ad un ramo della Casa Estense di discendenza illegittima, e nel 1598 divenne ufficiale la devoluzione di Ferrara, cioè il passaggio della ex capitale estense e di tutti i territori ad essa legati dagli Este alla Santa Sede.

### Duca di Modena e Reggio

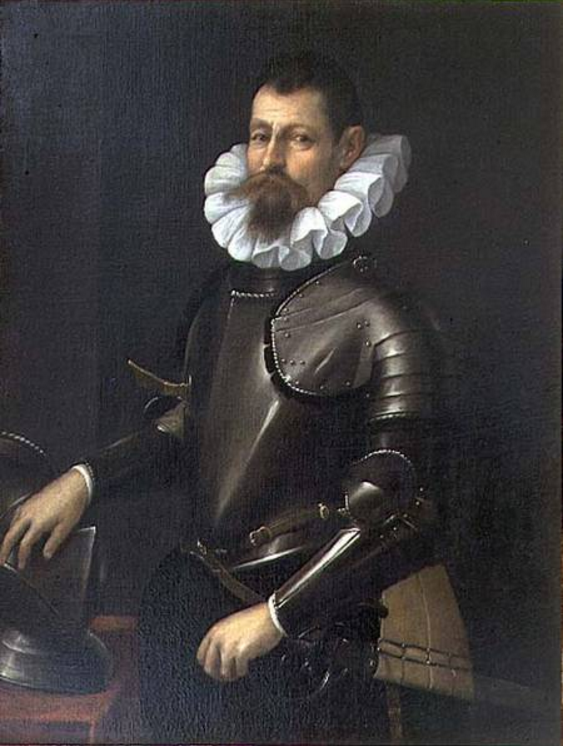
Il duca Cesare d'Este ritratto da Cesare Aretusi nel 1598

Il duca chiese sostegno alle principali potenze europee, ma ottenne solo promesse o, nel caso di Enrico IV di Francia, un clamoroso voltafaccia per il timore di scatenare un'altra guerra in Italia. Cesare aveva pure tentato di trattare con il papa, ma la cugina Lucrezia d'Este, ostile all'intera famiglia perché su ordine di suo fratello Alfonso le era stato ucciso l'amante, il conte Ercole Contrari, accettò le condizioni papali, creò contrasti nella famiglia e facilitò in tal modo il disegno papale. Cesare fu quindi costretto a lasciare Ferrara ed a trasferirsi a Modena, dove entrò il 30 gennaio 1598. I problemi a Modena all'inizio furono diversi. La residenza ducale a Modena non era all'altezza di quella di Ferrara, iniziarono rapporti difficili tra la nobiltà ferrarese e quella modenese, vi fu il tentativo di autonomia di Marco Pio di Sassuolo e, in ultimo, la guerra contro Lucca per il possesso della Garfagnana.

### Matrimonio e morte
Sposò il 6 febbraio 1586 la fiorentina Virginia de' Medici, figlia dell'ex granduca di Toscana Cosimo I de' Medici, che però dopo circa dieci anni manifestò i primi segni della pazzia che l'accompagnò fino alla morte, avvenuta nel 1615. Fu uomo mite e religioso, ma non dotato di grande intelligenza politica.
Gli successe il figlio Alfonso III d'Este.

## Modena capitale

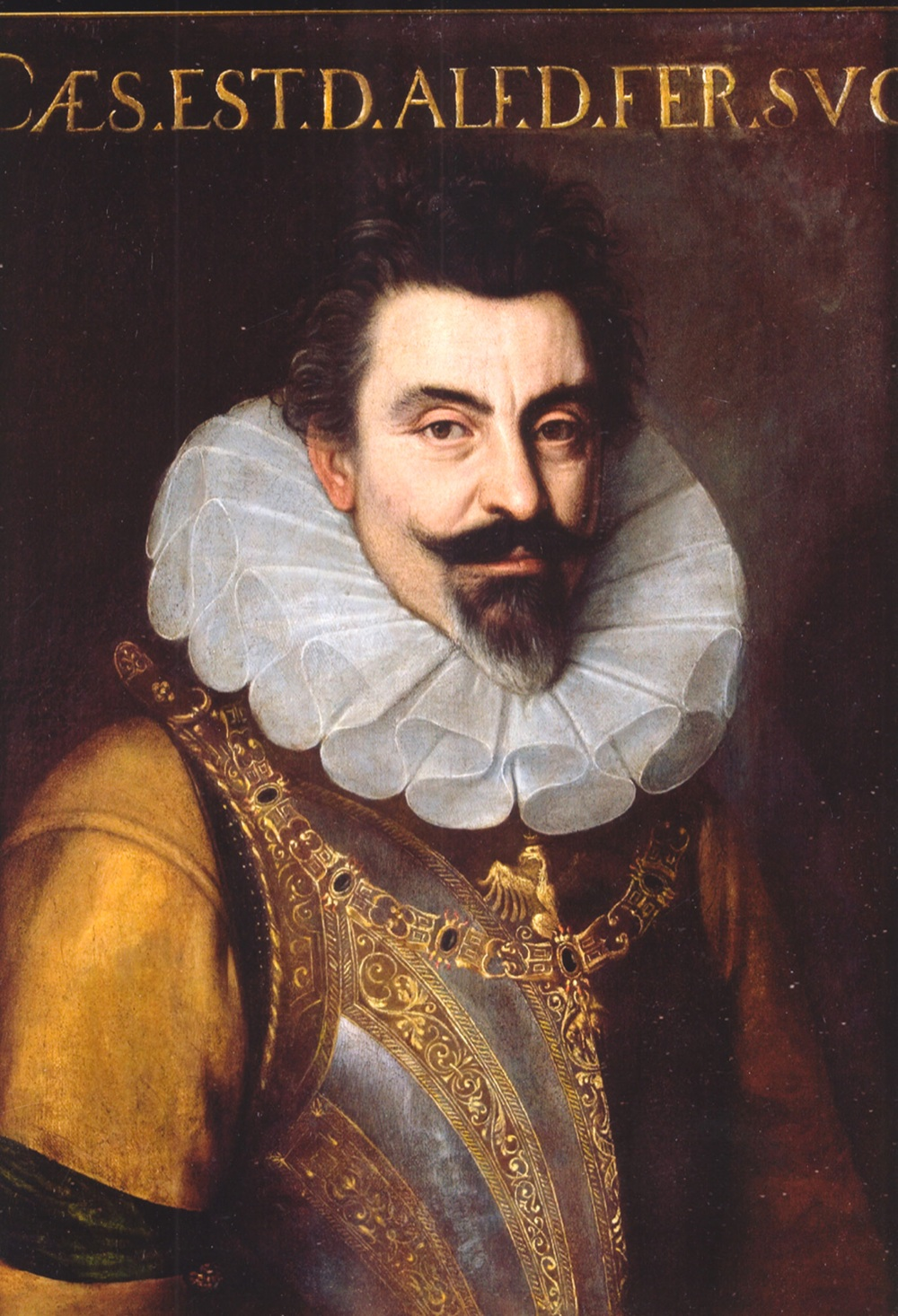
Cesare d'Este ritratto da Frans Pourbus il Giovane, 1606, Gallerie dell'Accademia, Firenze

Al momento di divenire capitale dello Stato, Modena contava circa 20 000 abitanti. Proprio alla fine del Cinquecento in tutto lo Stato le manifatture tessili attraversarono una fase favorevole, tanto che l'Arte della lana era la più importante del Ducato e ad essa si affiancava, sia a Modena che a Reggio, una forte produzione di drappi di seta, che aveva riflessi anche nell'industria agricola del baco da seta. Notevole era anche, per la bilancia dei pagamenti, l'esportazione dei vini bianchi e rossi, ed esportazioni fiorenti erano anche quelle di salumi, bestiami ed acquavite.
Note dolenti venivano invece dalla produzione cerealicola, situazione aggravatasi ancor più con la perdita del Ferrarese. La produzione, negli anni normali, copriva i 2/3 del fabbisogno, mentre le importazioni erano ingentissime negli anni di carestia, che erano circa uno su tre.
Il deficit della bilancia commerciale crebbe in misura ingente nei primi anni del Seicento e la rarefazione inevitabile delle buone monete d'oro e d'argento produsse una fortissima inflazione, che rese meno competitivi i prodotti esportati e mise in crisi le industrie locali. I primi anni di Modena capitale resero indispensabili, all'interno della città, ingenti lavori edili di ristrutturazione, demolizione ed edificazione e questo portò un po' di prosperità nelle tasche dei meno abbienti, impiegati come manovali e muratori.

## Discendenza
Sposò il 6 febbraio 1586 Virginia de' Medici, figlia di Cosimo I de' Medici e della moglie morganatica Camilla Martelli. Dall'unione tra Cesare e Virginia nacquero nove figli:
1. Giulia (26 aprile[2] 1588-1645);
2. Laura (1590-1630), sposò Alessandro Pico della Mirandola;
3. Alfonso (1591-1644), duca di Modena e Reggio dal 1628 al 1629;
4. Luigi (1594-1664), marchese di Scandiano e Montecchio;
5. Eleonora (1595-1661), suor Angela Caterina, badessa del monastero di Santa Chiara di Carpi;
6. Ippolito Geminiano (15 agosto[3] 1599-1647), cavaliere gerosolimitano;
7. Niccolò (1601-1640), sposò Sveva d'Avalos;
8. Borso (1605-1657), sposò Ippolita d'Este, dando vita al ramo cadetto degli Este di Scandiano;
9. Foresto (4 gennaio 1607[4]-1639).

## Ascendenza
|                                |                       |                           | Genitori                |  |  | Nonni |  |  | Bisnonni        |  |  | Trisnonni          |  |
|                                |                       |                           |                         |  |  |       |  |  | Ercole I d'Este |  |  | Niccolò III d'Este |  |
|                                |                       |                           |                         |  |  |       |  |  | Ercole I d'Este |  |  | Niccolò III d'Este |  |
|                                |                       | Ricciarda di Saluzzo      |                         |  |  |       |  |  | Ercole I d'Este |  |  |                    |  |
| Alfonso I d'Este               |                       |                           |                         |  |  |       |  |  | Ercole I d'Este |  |  |                    |  |
|                                |                       | Eleonora d'Aragona        | Ferdinando I di Napoli  |  |  |       |  |  |                 |  |  |                    |  |
|                                |                       | Eleonora d'Aragona        | Ferdinando I di Napoli  |  |  |       |  |  |                 |  |  |                    |  |
|                                |                       | Eleonora d'Aragona        | Isabella di Chiaromonte |  |  |       |  |  |                 |  |  |                    |  |
| Alfonso d'Este                 |                       | Eleonora d'Aragona        |                         |  |  |       |  |  |                 |  |  |                    |  |
|                                |                       | Francesco Boccacci Dianti | …                       |  |  |       |  |  |                 |  |  |                    |  |
|                                |                       | Francesco Boccacci Dianti | …                       |  |  |       |  |  |                 |  |  |                    |  |
|                                |                       | Francesco Boccacci Dianti | …                       |  |  |       |  |  |                 |  |  |                    |  |
| Laura Dianti                   |                       | Francesco Boccacci Dianti |                         |  |  |       |  |  |                 |  |  |                    |  |
|                                |                       | …                         | …                       |  |  |       |  |  |                 |  |  |                    |  |
|                                |                       | …                         | …                       |  |  |       |  |  |                 |  |  |                    |  |
|                                |                       | …                         | …                       |  |  |       |  |  |                 |  |  |                    |  |
| Cesare d'Este                  |                       | …                         |                         |  |  |       |  |  |                 |  |  |                    |  |
|                                | Giovanni Della Rovere | Raffaele Della Rovere     |                         |  |  |       |  |  |                 |  |  |                    |  |
|                                | Giovanni Della Rovere | Raffaele Della Rovere     |                         |  |  |       |  |  |                 |  |  |                    |  |
|                                | Giovanni Della Rovere | Teodora Manirolo          |                         |  |  |       |  |  |                 |  |  |                    |  |
| Francesco Maria I Della Rovere | Giovanni Della Rovere |                           |                         |  |  |       |  |  |                 |  |  |                    |  |
|                                |                       | Giovanna da Montefeltro   | Federico da Montefeltro |  |  |       |  |  |                 |  |  |                    |  |
|                                |                       | Giovanna da Montefeltro   | Federico da Montefeltro |  |  |       |  |  |                 |  |  |                    |  |
|                                |                       | Giovanna da Montefeltro   | Battista Sforza         |  |  |       |  |  |                 |  |  |                    |  |
| Giulia Della Rovere            |                       | Giovanna da Montefeltro   |                         |  |  |       |  |  |                 |  |  |                    |  |
|                                |                       | Francesco II Gonzaga      | Federico I Gonzaga      |  |  |       |  |  |                 |  |  |                    |  |
|                                |                       | Francesco II Gonzaga      | Federico I Gonzaga      |  |  |       |  |  |                 |  |  |                    |  |
|                                |                       | Francesco II Gonzaga      | Margherita di Baviera   |  |  |       |  |  |                 |  |  |                    |  |
| Eleonora Gonzaga Della Rovere  |                       | Francesco II Gonzaga      |                         |  |  |       |  |  |                 |  |  |                    |  |
|                                |                       | Isabella d'Este           | Ercole I d'Este         |  |  |       |  |  |                 |  |  |                    |  |
|                                |                       | Isabella d'Este           | Ercole I d'Este         |  |  |       |  |  |                 |  |  |                    |  |
|                                |                       | Isabella d'Este           | Eleonora d'Aragona      |  |  |       |  |  |                 |  |  |                    |  |
|                                |                       | Isabella d'Este           |                         |  |  |       |  |  |                 |  |  |                    |  |